# Meltear
meltear（メルティア）は、ともにスターダムに所属する女子プロレスラー、中野たむとなつぽいのタッグチーム。

## 概要
2022年
- 8月3日、タッグを正式結成。
- 8月21日、愛知県体育館にて、コグマ＆葉月組が持つゴッデス・オブ・スターダムに挑戦し奪取。第25代ゴッデス・オブ・スターダム王者となる。
- 9月11日、ゴッデス・オブ・スターダム王座初防衛戦、神奈川・横浜武道館にてvs MIRAI＆壮麗亜美組に勝利。
- 10月3日、タッグ名が『meltear』に決まる。
- 10月23日、GODDESSES OF STARDOM開幕戦に登場。新入場曲の「Double Frontier」を歌いながら入場する。
- 11月3日、ゴッデス・オブ・スターダム王座V2戦で、広島サンプラザホールにてvs 渡辺桃＆スターライト・キッド組に勝利。
- 11月13日、「ブシロード15周年記念ライブ in ベルーナドーム」に出演[1]。入場曲の「Double Frontier」をドームの観客の前で歌った。
- 12月29日、入場曲である「Double Frontier」を配信リリース[2]。だが、同日に両国国技館で行われたゴッデス・オブ・スターダム王座V3戦で高橋奈七永＆優宇組に敗北し、王座陥落[3]。

2023年
- 4月19日、デビューシングル『ティアーズテイル』が発売される[4]。

## タイトル歴
スターダム
- 第16代、第19代ワールド・オブ・スターダム王座
- 第18代、第23代ワンダー・オブ・スターダム王座
- 第25代ゴッデス・オブ・スターダム王座
- 第33代アーティスト・オブ・スターダム王座

プロレス大賞
- 女子プロレス大賞（2023年）

## ディスコグラフィ

### シングル
- ティアーズテイル（2023年4月19日、ブシロードミュージック）

カップリング曲「Double Frontier」「flowing」収録